# De Pere (Wisconsin)
De Pere és una ciutat del Comtat de Brown (Wisconsin) als Estats Units d'Amèrica.

## Demografia
Segons el cens del 2000 tenia 20.559 habitants. La densitat de població era de 748,2 habitants per km².
Per edats la població es repartia de la següent manera: un 24,5% tenia menys de 18 anys, un 14,8% entre 18 i 24, un 30,8% entre 25 i 44, un 18,5% de 45 a 60 i un 11,4% 65 anys o més.
L'edat mediana era de 32 anys. Per cada 100 dones de 18 o més anys hi havia 89,6 homes.
La renda mediana per habitatge era de 50.282$ i la renda mediana per família de 61.688$. Els homes tenien una renda mediana de 39.710$ mentre que les dones 27.166$. La renda per capita de la població era de 24.013$. Aproximadament el 2,3% de les famílies i el 4% de la població estaven per davall del llindar de pobresa.

## Poblacions properes
El següent diagrama mostra algunes poblacions properes.